# Gabriel Benítez D'Andrea
Gabriel Alejandro Benítez D'Andrea (Caracas, Venezuela; 30 de septiembre de 1993) es un futbolista venezolando. Juega de lateral izquierdo en el Zamora Fútbol Club de la Primera División de Venezuela, Fue internacional absoluto por la selección de Venezuela desde 2019.

## Trayectoria
En 2018, se incorporó al Zulia FC donde jugó por tres temporadas.
En enero de 2023, el lateral fichó con el Rio Grande Valley FC de la USL Championship estadounidense.

## Selección nacional
En octubre de 2019, Benítez fue citado a la selección de Venezuela. Debutó el 14 de octubre ante Trinidad y Tobago por un amistoso.

## Estadísticas
Actualizado al último partido disputado el 28 de mayo de 2023.
| Club                                | Div.          | Temporada     | Liga  | Liga  | Copas nacionales | Copas nacionales | Copas internacionales | Copas internacionales | Total | Total |
| Club                                | Div.          | Temporada     | Part. | Goles | Part.            | Goles            | Part.                 | Goles                 | Part. | Goles |
| ----------------------------------- | ------------- | ------------- | ----- | ----- | ---------------- | ---------------- | --------------------- | --------------------- | ----- | ----- |
| Deportivo La Guaira · Venezuela     | 1.ª           | 2011-12       | 2     | 0     | —                | —                | —                     | —                     | 2     | 0     |
| Deportivo La Guaira · Venezuela     | Total club    | Total club    | 2     | 0     | 0                | 0                | 0                     | 0                     | 2     | 0     |
| Deportivo Petare · Venezuela        | 1.ª           | 2011-12       | 16    | 1     | —                | —                | —                     | —                     | 16    | 1     |
| Deportivo Petare · Venezuela        | 1.ª           | 2012-13       | 23    | 1     | —                | —                | —                     | —                     | 23    | 1     |
| Deportivo Petare · Venezuela        | 1.ª           | 2013-14       | 8     | 0     | —                | —                | —                     | —                     | 8     | 0     |
| Deportivo Petare · Venezuela        | 1.ª           | 2014-15       | 5     | 0     | —                | —                | —                     | —                     | 5     | 0     |
| Deportivo Petare · Venezuela        | 1.ª           | 2015          | 18    | 0     | —                | —                | —                     | —                     | 18    | 0     |
| Deportivo Petare · Venezuela        | 1.ª           | 2016          | 14    | 0     | 4                | 0                | 1                     | 0                     | 19    | 0     |
| Deportivo Petare · Venezuela        | Total club    | Total club    | 84    | 2     | 4                | 0                | 1                     | 0                     | 89    | 2     |
| Portuguesa · Venezuela              | 1.ª           | 2014-15       | 1     | 0     | —                | —                | —                     | —                     | 1     | 0     |
| Portuguesa · Venezuela              | Total club    | Total club    | 1     | 0     | 0                | 0                | 0                     | 0                     | 1     | 0     |
| Deportivo Anzoátegui · Venezuela    | 1.ª           | 2016          | 8     | 0     | —                | —                | —                     | —                     | 8     | 0     |
| Deportivo Anzoátegui · Venezuela    | Total club    | Total club    | 8     | 0     | 0                | 0                | 0                     | 0                     | 8     | 0     |
| Extremadura B · España              | 4.ª           | 2015-16       | 1     | 0     | —                | —                | —                     | —                     | 1     | 0     |
| Extremadura B · España              | Total club    | Total club    | 1     | 0     | 0                | 0                | 0                     | 0                     | 1     | 0     |
| Zulia · Venezuela                   | 1.ª           | 2018          | 32    | 0     | 6                | 0                | —                     | —                     | 38    | 0     |
| Zulia · Venezuela                   | 1.ª           | 2019          | 33    | 1     | 3                | 0                | 8                     | 0                     | 44    | 1     |
| Zulia · Venezuela                   | 1.ª           | 2020          | 2     | 0     | 0                | 0                | —                     | —                     | 2     | 0     |
| Zulia · Venezuela                   | Total club    | Total club    | 67    | 1     | 9                | 0                | 8                     | 0                     | 84    | 1     |
| Atlético Venezuela · Venezuela      | 1.ª           | 2021          | 21    | 0     | 0                | 0                | —                     | —                     | 21    | 0     |
| Atlético Venezuela · Venezuela      | Total club    | Total club    | 21    | 0     | 0                | 0                | 0                     | 0                     | 21    | 0     |
| Deportivo Táchira · Venezuela       | 1.ª           | 2022          | 22    | 1     | 0                | 0                | 6                     | 0                     | 28    | 1     |
| Deportivo Táchira · Venezuela       | Total club    | Total club    | 22    | 1     | 0                | 0                | 0                     | 0                     | 28    | 1     |
| Rio Grande Valley FC Estados Unidos | 2.ª           | 2023          | 7     | 0     | 1                | 0                | —                     | —                     | 8     | 0     |
| Rio Grande Valley FC Estados Unidos | Total club    | Total club    | 7     | 0     | 1                | 0                | 0                     | 0                     | 8     | 0     |
| Total carrera                       | Total carrera | Total carrera | 213   | 4     | 14               | 0                | 15                    | 0                     | 242   | 4     |